# 헬로우 레이디 린
헬로우 레이디 린(ハロー!レディリン)은 토에이 애니메이션에서 제작한 TV 애니메이션 시리즈이다. 1988년 5월 12일부터 1989년 1월 26일까지 TV 도쿄에서 총 36개의 에피소드로 방영되었다.
대한민국에서는 《들장미 소녀 린》이라는 제목으로 1997년에 SBS를 통해 방영되었다.

## 스토리
린은 가족과 따로 살면서 새 집에서 또다른 삶을 시작한다. 사라는 워바운 캐슬의 할아버지 집에서 살고있고, 아버지는 마블 만시온을 되찾고 돈을 벌기위해 끊임없이 노력하고 있다.

## 등장인물
- 린 러셀
- 앤드류스